# Gipėnų kaimo apylinkės
Gipėnų kaimo apylinkės este o arie protejată (arie specială de conservare — SAC, sit de importanță comunitară — SCI) din Lituania întinsă pe o suprafață de 14 ha, integral pe uscat.

## Localizare
Centrul sitului Gipėnų kaimo apylinkės este situat la coordonatele 55°48′21″N 25°50′09″E / 55.8058°N 25.8358°E.

## Înființare
Situl Gipėnų kaimo apylinkės a fost declarat sit de importanță comunitară în februarie 2004 pentru a proteja un număr necunoscut de specii din flora spontană și fauna sălbatică aflate în arealul zonei. Situl a fost protejat și ca arie specială de conservare în noiembrie 2022.

## Biodiversitate
Situată în ecoregiunea boreală, aria protejată conține 3 habitate naturale: Pajiști cu Molinia pe soluri calcaroase, turboase sau argilos-nămoloase (Molinion caeruleae), Mlaștini turboase de tranziție și turbării mișcătoare, Mlaștini alcaline.
La baza desemnării sitului se află un număr nedeclarat de specii protejate.